# Бабинска река
Ба̀бинска река̀ е село в Западна България, в община Бобов дол, област Кюстендил.

## География
Село Бабинска река се намира в най-северната част на физикогеографската местност Разметаница в Западна България, на около 2 km североизточно от село Новоселяне и на около 4 km югоизточно от село Бабино.
Селото е разположено по протежението и носи името на протичащата през него Бабинска река, приток на река Разметаница.
Населението на село Бабинска река, наброявало 296 души към 1956 г., намалява постепенно до 80 (по служебен документ на НСИ от 31.12.2023 г.) към 2023 г.
Според преброяването на населението през 2011 г. числеността и делът по етнически групи са:
|                     | Численост | Дял (в %) |
| Общо                | 97        | 100,00    |
| Българи             | 95        | 97,93     |
| Турци               | 0         | 0,00      |
| Цигани              | 0         | 0,00      |
| Други               | 0         | 0,00      |
| Не се самоопределят | 0         | 0,00      |
| Неотговорили        | 1         | 1,03      |

## История
Село Бабинска река е създадено като самостоятелно село през 1950 г. чрез отделяне от село Новоселяне, тогава в община Коркина, Марекска околия, Софийски окръг. В по-стари времена в землището на сегашното село Бабинска река са били егреците и селскостопански постройки на Новоселяне. Тъй като в началото на 20 век Новоселяне е многолюдно село (около 1200 души, към 31 декември 2017 г. – 56 души), след родови делби и привлечени от по-плодородни земи и подпочвени води покрай реката, хората почват да си градят къщи в долината на Бабинска река.
Следи от живот в древността са оставени чрез уникалните скални ниши. В местността „Кошарите“ е имало средновековно селище. По неизвестна причина хората от местността се изселват в Пернишко и сега там има малко селце Кошарите, което е образувано от преселниците.

## Религии
Жителите на селото са източноправославни християни.

## Обществени институции
- Кметство (в периода 1995 – 2000 г.)[7]; след закриването на кметството през 2000 г. изпълнителната власт в селото се упражнява от кметски наместник.[8]
- читалище „Слънце“ рег. № 1931[9], с библиотека.

## Редовни събития
- 24 май – селски събор и курбан в чест св. св. Кирил и Методий, покровители на селото.